# Hiperbolična funkcija
Hiperbólične fúnkcije so matematične funkcije, ki so po nekaterih lastnostih podobne trigonometričnim funkcijam. Pomembnejše hiperbolične funkcije so hiperbolični sinus, hiperbolični kosinus in hiperbolični tangens, redkeje pa se uporablja še hiperbolični kotangens, hiperbolični sekans in hiperbolični kosekans.
Inverzi hiperboličnih funkcij se imenujejo area funkcije.

## Definicije hiperboličnih funkcij
- Hiperbolični sinus (oznaka sh ali sinh) je definiran kot:

{\displaystyle \operatorname {sh} \,x={\frac {e^{x}-e^{-x}}{2}}}
- Hiperbolični kosinus (oznaka ch ali cosh) je definiran kot:

{\displaystyle \operatorname {ch} \,x={\frac {e^{x}+e^{-x}}{2}}}
- Hiperbolični tangens (oznaka th ali tanh) je definiran kot:

{\displaystyle \operatorname {th} \,x={\frac {e^{x}-e^{-x}}{e^{x}+e^{-x}}}}
- Hiperbolični kotangens (oznaka cth ali coth) je definiran kot:

{\displaystyle \operatorname {cth} \,x={\frac {e^{x}+e^{-x}}{e^{x}-e^{-x}}}}
- Hiperbolični sekans (oznaka sech) je definiran kot:

{\displaystyle \operatorname {sech} \,x={\frac {2}{e^{x}+e^{-x}}}={\frac {1}{\operatorname {ch} \,x}}}
- Hiperbolični kosekans (oznaka csch) je definiran kot:

{\displaystyle \operatorname {csch} \,x={\frac {2}{e^{x}-e^{-x}}}={\frac {1}{\operatorname {sh} \,x}}}
V Evropi so bolj v navadi kratke oznake (sh, ch, th, cth), v ZDA pa so bolj v navadi dolge oznake (sinh, cosh, tanh, coth).
Ime hiperbolične funkcije izhaja iz dejstva, da lahko hiperbolo z enačbo {\displaystyle {\frac {x^{2}}{a^{2}}}-{\frac {y^{2}}{b^{2}}}=1} zapišemo v parametični obliki:
{\displaystyle x=a\,\operatorname {ch} \,t,~~~~~y=b\,\operatorname {sh} \,t}
Povezavo med hiperboličnimi in trigonometrijskimi funkcijami vidimo, če za argument vstavimo imaginarno število:
{\displaystyle \operatorname {sh} \,ix=i\sin x\!\,}
{\displaystyle \operatorname {ch} \,ix=\cos x\!\,}
{\displaystyle \operatorname {th} \,ix=i\,\operatorname {tg} \,x\!\,}
{\displaystyle \operatorname {sin} \,x={\frac {e^{i}x-e^{-ix}}{2i}}}
{\displaystyle \operatorname {cos} \,x={\frac {e^{i}x+e^{-ix}}{2}}}
{\displaystyle \operatorname {tg} \,x={\frac {e^{i}x-e^{-ix}}{i(e^{i}x+e^{-ix})}}}

## Osnovne zveze
Med hiperboličnimi funkcijami veljajo naslednje osnovne zveze, ki so do neke mere podobne osnovnim zvezam med trigonometrijskimi funkcijami:
{\displaystyle \operatorname {ch} ^{2}x-\operatorname {sh} ^{2}x=1\!\,}
{\displaystyle \operatorname {th} \,x={\frac {\operatorname {sh} \,x}{\operatorname {ch} \,x}}}
{\displaystyle \operatorname {cth} \,x={\frac {\operatorname {ch} \,x}{\operatorname {sh} \,x}}}
{\displaystyle \operatorname {th} \,x\cdot \operatorname {cth} \,x=1\!\,}
{\displaystyle 1-\operatorname {th} ^{2}x={\frac {1}{\operatorname {ch} ^{2}x}}}
{\displaystyle \operatorname {cth} ^{2}x-1={\frac {1}{\operatorname {sh} ^{2}x}}}

## Sodost in lihost
{\displaystyle \operatorname {sh} (-x)=-\operatorname {sh} \,x}
{\displaystyle \operatorname {ch} (-x)=\operatorname {ch} \,x}
{\displaystyle \operatorname {th} (-x)=-\operatorname {th} \,x}

## Adicijski izreki in funkcije dvojnih kotov
Tudi adicijski izreki so do neke mere podobni tistim za običajne trigonometrijske funkcije:
{\displaystyle \operatorname {sh} (x+y)=\operatorname {sh} \,x\,\operatorname {ch} \,y+\operatorname {ch} \,x\,\operatorname {sh} \,y}
{\displaystyle \operatorname {ch} (x+y)=\operatorname {ch} \,x\,\operatorname {ch} \,y+\operatorname {sh} \,x\,\operatorname {sh} \,y}
{\displaystyle \operatorname {th} (x+y)={\frac {\operatorname {th} \,x+\operatorname {th} \,y}{1+\operatorname {th} \,x\,\operatorname {th} \,y}}}
Formule za funkcije dvojnih kotov so naslednje:
{\displaystyle \operatorname {sh} \,2x=2\,\operatorname {ch} \,x\,\operatorname {sh} \,x}
{\displaystyle \operatorname {ch} \,2x=\operatorname {ch} ^{2}x+\operatorname {sh} ^{2}x}
{\displaystyle \operatorname {th} \,2x={\frac {2\,\operatorname {th} \,x}{1+\operatorname {th} ^{2}x}}}

## Odvodi in integrali
{\displaystyle (\operatorname {sh} \,x)^{\prime }=\operatorname {ch} \,x}
{\displaystyle (\operatorname {ch} \,x)^{\prime }=\operatorname {sh} \,x}
{\displaystyle (\operatorname {th} \,x)^{\prime }={\frac {1}{\operatorname {ch} ^{2}x}}}
{\displaystyle \int \operatorname {sh} \,x\,dx=\operatorname {ch} \,x+C}
{\displaystyle \int \operatorname {ch} \,x\,dx=\operatorname {sh} \,x+C}
{\displaystyle \int \operatorname {th} \,x\,dx=\ln \operatorname {ch} \,x+C}
{\displaystyle \int {\frac {1}{\operatorname {ch} ^{2}x}}\,dx=\operatorname {th} \,x+C}
{\displaystyle \int {\frac {1}{\operatorname {sh} ^{2}x}}\,dx=-\,\operatorname {cth} \,x+C}